# Troglohyphantes henroti
Troglohyphantes henroti là một loài nhện trong họ Linyphiidae.
Loài này thuộc chi Troglohyphantes. Troglohyphantes henroti được miêu tả năm 1956 bởi Dresco.